# Норюнай
Норюнай (лит. Noriūnai; пол. Naruny) — село в Купишкском районе Паневежского уезда Литвы, в 7 км к востоку от Купишкиса.  Административный центр Норюнского староства (Noriūnų seniūnija). В селе расположены Норюнайская школа имени Йонаса Черняуса, библиотека, почтовое отделение и замок-поместье Норюнай, являющийся памятником культуры Литвы с 1992 года.

## История
Первое упоминание о усадьбе Норюнай относится к 1665 году. В XVII-XVIII веках в поместье выращивали коней породи жемайтукай. В конце XVIII века усадьба была перестроена. Дворец в поместье построенный в стиле классицизма, имеет детали маньеризма. Архитектурный ансамбль поместья Норюнай состоит из дворца и жилых помещений обслуги. Сохранились две башни из доломита. Кирпичные стены жилых помещений обслуги украшены мозаикой.

## Известные люди
В феврале 1913 года в селе родился Витаутас Рудокас, литовский поэт, журналист и переводчик.

В феврале 1959 года в селе родился Валдемарас Кукулас, литовский поэт и литературовед, член Союза писателей Литвы.

## Галерея

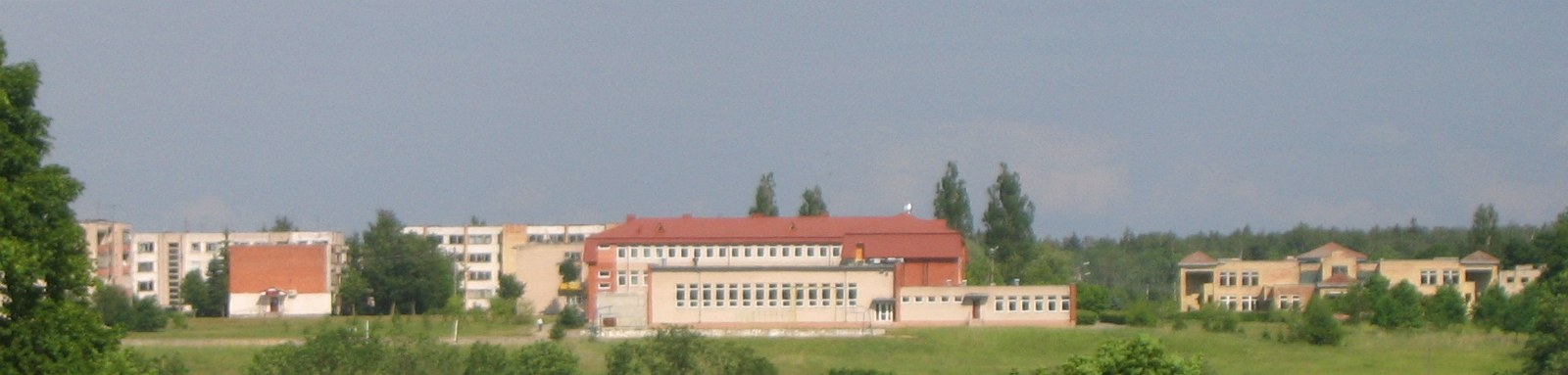
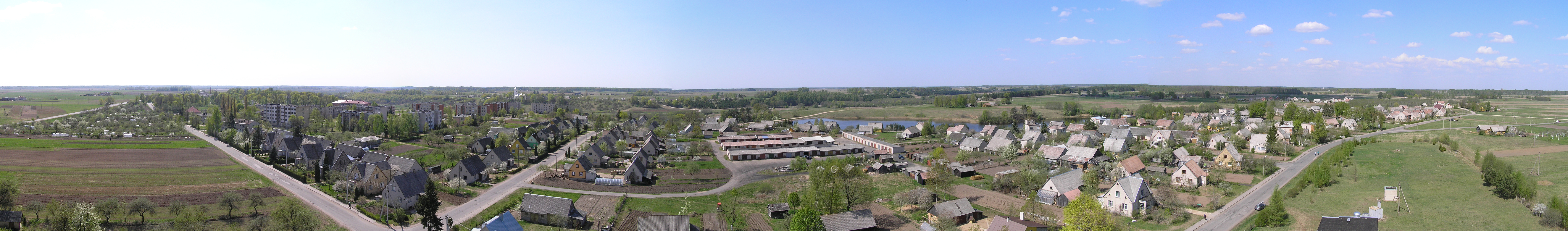
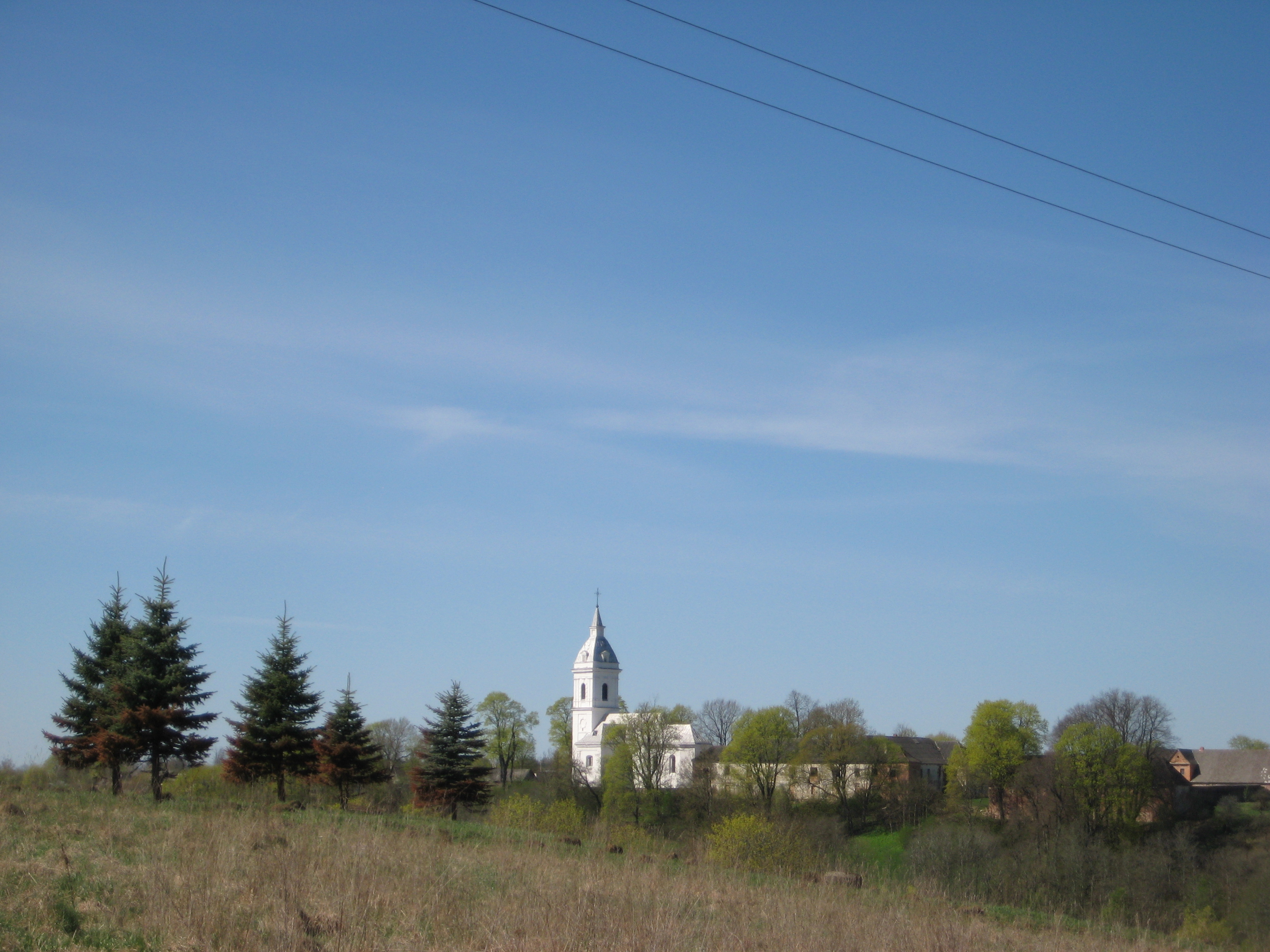
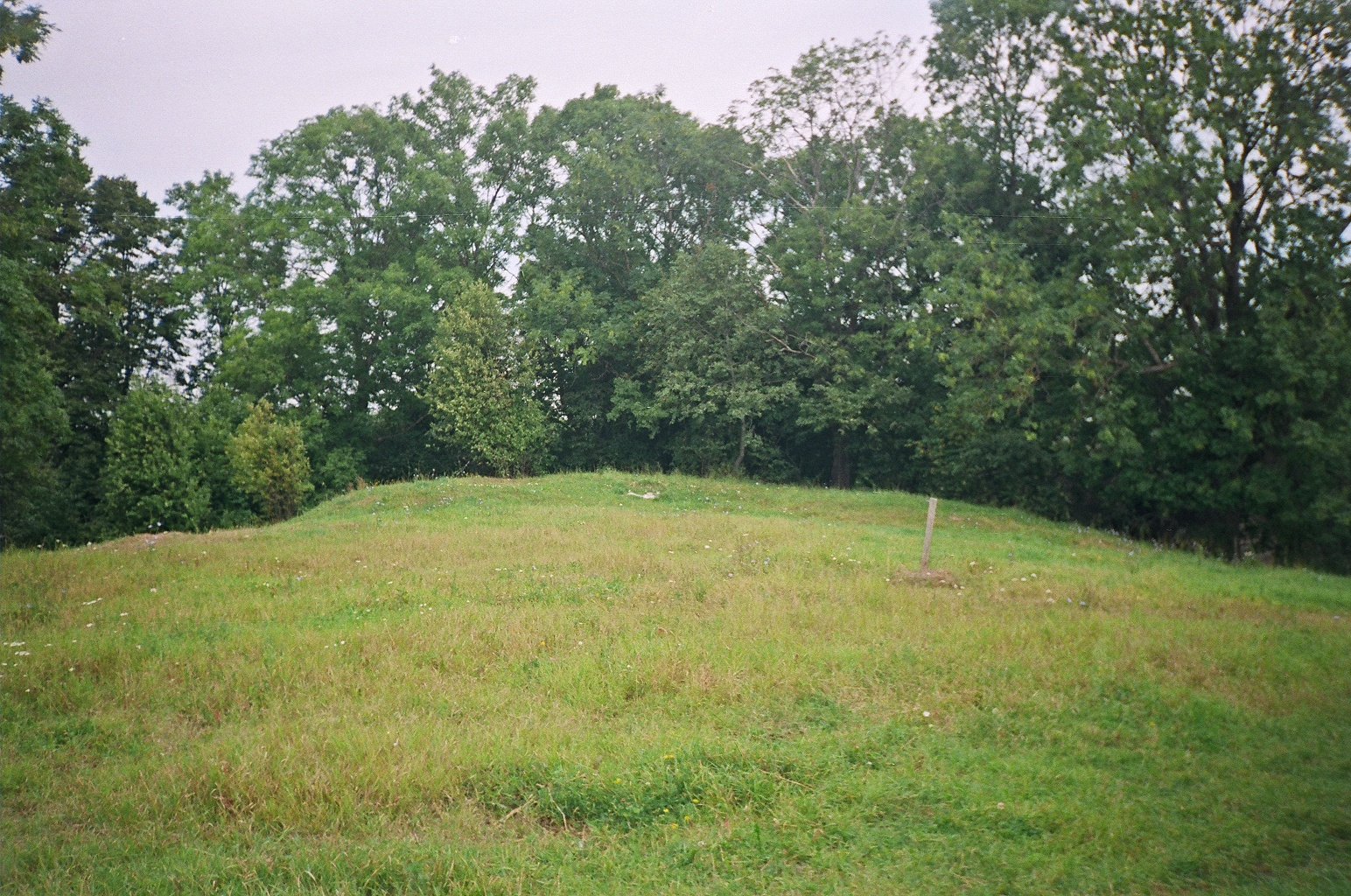